# Mercedes Corvalán
Mercedes Corvalán (La Plata, 1926 - Salamanca, 1995) fue una física y astrónoma argentina, especializada en el campo de la espectroscopía estelar.

## Reseña biográfica
Corvalán estudió en el Departamento de Física de la entonces Facultad de Ciencias Fisicomatemáticas (hoy Facultad de Ciencias Exactas de la Universidad Nacional de La Plata). Obtuvo el título de Doctor en Física en 1951, bajo la dirección del físico alemán Dr. Richard Gans, quien además se desempeñaba como director del Instituto de Física. Junto a Magdalena Tornero, Corvalán estuvo entre las primeras físicas argentinas, ambas doctoradas con Gans.
Desde 1947 y hasta 1962 se desempeñó como astrónoma en el Observatorio Astronómico de la Universidad Nacional de La Plata. Tuvo luego numerosas estadías en el exterior. 
Su campo de trabajo fue la espectroscopía estelar y la clasificación estelar. La actividad académica de Corvalán estuvo siempre ligada a la de su esposo, el astrónomo Carlos Otón Rudiger Jaschek. Junto a él, escribió varios libros y atlas.
Junto a los Dres. Jorge Landi Dessy y Carlos Jaschek, Mercedes Corvalán  publicó el Atlas de Espectros Estelares con Dispersión Media. Este trabajo, editado para el Centenario del Observatorio Astronómico de Córdoba, permitió superar las limitaciones del sistema de clasificación estelar MK (Morgan-Keenan), mereciendo el elogio de renombrados profesionales internacionales del área.
Corvalán participó en numerosos eventos científicos, y tuvo un importante rol en la formación de estudiantes.